# Büttel (Elben)
Büttel er en by og en kommune i det nordlige Tyskland, beliggende i Amt Wilstermarsch i den sydvestlige del af Kreis Steinburg. Kreis Steinburg ligger i den sydvestlige del af delstaten Slesvig-Holsten.

## Geografi
Büttel ligger omkring syv kilometer øst for Brunsbüttel ved Elbdiget, der her går et stykke inde i landet. Området omkring diget er fredet og kaldes „Außendeich“ eller på plattysk „Butendiek“. Her ligger „Bösch“ en forhøjning, hvor der tidligere lå en lodsstation. Burg-Kudensee-Kanal løber gennem kommunen.
Büttel havde tidligere en havn, med adgang til Elben, men nu er der kun den lille Bütteler Kanal (også Burg-Kudensee-Kanal) tilbage, og den er for snæver til nutidens skibe, og adgangen til Elben er lukket.
Bundesstraße 5 går gennem kommunen.